# 頼重秀一
頼重 秀一（よりしげ しゅういち、1968年〈昭和43年〉8月9日 - ）は、日本の政治家。静岡県沼津市長（2期）。

## 来歴
静岡県沼津市出身。沼津市立開北小学校、沼津市立第五中学校、日本大学三島高等学校卒業。1991年（平成3年）、日本大学理工学部建築学科企画経営コース卒業。同年4月、株式会社間組（ハザマ）に就職。1998年（平成10年）、木部佳昭衆議院議員の公設秘書となる。
2003年（平成15年）4月、沼津市議会議員に初当選。2015年（平成27年）、4期目の当選。2017年（平成29年）、議長に就任。また、静岡県市議会議長会会長、全国若手市議会議員の会東海ブロック会長などを務めた。
2018年（平成30年）3月21日、第31代沼津市長の大沼明穂が小脳出血により死去。同年4月1日、大沼の死去に伴う市長選挙への出馬を正式表明した。
同年4月29日投開票の市長選に自民党・民進党の推薦を得て立候補。元市議の加藤元章、元市議の山下富美子ら4候補を破り初当選を果たした。
※当日有権者数：164,283人 最終投票率：45.13%（前回比：＋4.19pts）
| 候補者名   | 年齢 | 所属党派 | 新旧別 | 得票数   | 得票率 | 推薦・支持             |
| ---------- | ---- | -------- | ------ | -------- | ------ | ---------------------- |
| 頼重秀一   | 49   | 無所属   | 新     | 33,037票 | 44.98% | （推薦）自民党・民進党 |
| 加藤元章   | 54   | 無所属   | 新     | 21,811票 | 29.69% |                        |
| 山下富美子 | 64   | 無所属   | 新     | 15,410票 | 20.98% |                        |
| 渡辺大輔   | 36   | 無所属   | 新     | 1,960票  | 2.67%  |                        |
| 土倉章晴   | 73   | 無所属   | 新     | 1,236票  | 1.68%  |                        |

2022年4月17日告示・24日投開票の市長選挙に無投票で再選。